# Đuro Hidža
Đuro Antun Hidža - Georgius Higia (Dubrovnik, 7. veljače 1752. – Zaton, 27. listopada 1833.), hrvatski i latinski pjesnik i prevoditelj. 
Nećak hrvatskog pjesnika Didaka Dubravice-Arboscellija, odnosno sin njegove sestre Marije. Hiđa se istakao kao satirik.

## Životopis
Studirao je filozofiju i medicinu u Bologni, Rimu, Firenci i Napulju. Nakon studija vraća se u Dubrovnik gdje radi kao liječnik. Prevodio je Horacija, Tibula, Katula, Ovidija i Propercija, a najvažniji su prijevodi svih Vergilijevih djela, kao i cjelokupne Horacijeve lirike. Izvorne pjesme su mu ljubavna i prigodna karaktera, a poslanice imaju dokumentarnu vrijednost.